# Mahmoud Asgari e Ayaz Marhoni

Mahmoud Asgari e Ayaz Marhoni sendo preparados para o enforcamento em Meshed, Irã.

Mahmoud Asgari escutarⓘ; (em persa: محمود عسگری) e Ayaz Marhoni (em persa: ایاز مرهونی) foram dois adolescentes iranianos de 16 e 18 anos de idade, respectivamente, originários da província de Cuzistão. Eles foram enforcados publicamente pelo governo iraniano na cidade de Meshed, no noroeste do país, no dia de 19 de julho de 2005. Os jovens foram mortos após terem sido condenados por um tribunal local pelo suposto estupro de um menino de 13 anos de idade, que não foi identificado. Alguns observadores internacionais, grupos LGBT e organizações de direitos humanos, no entanto, afirmaram que os jovens foram mortos por manterem relações homossexuais consensuais, e não por estupro.
O caso atraiu a atenção da mídia internacional por causa das fotografias chocantes dos dois adolescentes no momento de suas execuções. Acredita-se que ambos eram menores de idade no momento da aplicação da sentença. Muitos ativistas de direitos humanos têm criticado a forma abusiva como a pena de morte é aplicada no Irã. 
De acordo com algumas interpretações, a charia (código de leis islâmico) permite a pena de morte para quem pratica relações homossexuais, mas a Convenção Internacional sobre os Direitos da Criança (da qual o Irã é signatário) proíbe a execução de menores. Segundo o advogado de Asgari, Rohollah Razaz Zadeh, "as sentenças de morte dadas às crianças pelos tribunais iranianos estão comutadas a cinco anos de prisão", mas a Suprema Corte de Teerã aprovou a execução. As idades dos meninos ainda permanecem incertas, mas algumas fontes afirmam que eles tinham quatorze e dezesseis anos no momento da sua detenção e dezesseis e dezoito anos, respectivamente, quando foram mortos.

## Controvérsia sobre o motivo das execuções
Em 19 de julho de 2005, a Agência de Notícias Estudantil Iraniana (ISNA) postou um artigo em persa descrevendo a execução dos dois jovens. Sua manchete afirmava que os meninos haviam sido executados por "lavat beh onf", que significa "sexo/sodomia homossexual à força" e é um termo jurídico utilizado para se referir ao estupro de um homem contra outro homem. Na manhã do dia das execuções, o Quds, um jornal diário de Meshed, publicou um relatório sobre as execuções. A publicação forneceu um relato detalhado sobre como os dois garotos tinham estuprado um menino de 13 anos de idade e incluiu declarações do pai da suposta vítima do estupro.
Algumas organizações internacionais, como a Human Rights Watch, a Anistia Internacional e a Comissão Internacional de Direitos Humanos de Gays e Lésbicas, preferiram se abster de classificar o incidente como uma "questão gay" e deixaram em aberto a alegação de que Marhoni e Asgari foram enforcados como resultado de atos sexuais consensuais, no entanto condenaram os enforcamentos e enfatizaram que as execuções de menores de idade são uma violação da Convenção Internacional sobre os Direitos da Criança e do Pacto Internacional dos Direitos Civis e Políticos, acordos dos quais o Irã é signatário. Em 27 de julho de 2005, a Human Rights Watch condenou o uso da pena de morte no Irã e afirmou que os dois jovens "foram condenados à morte em 19 de julho depois de terem sido considerados culpados de terem abusado sexualmente de um menino de treze anos de idade, cerca de 14 meses antes", mas não se pronunciou se essas acusações eram corretas. Paula Ettelbrick, a então diretora-executiva da Comissão Internacional de Direitos Humanos de Gays e Lésbicas, chegou a dizer que esse "não foi um caso gay". Ettelbrick disse ainda que se sentiu perturbada pela linguagem pesada usada por alguns grupos de direitos LGBT para condenar as execuções, apontando para a declaração do ativista LGBT britânico Peter Tatchell, da OutRage!, que disse que "esta é apenas a mais recente barbaridade cometida pelos islâmico-fascistas no Irã".
O periódico norte-americano The Nation publicou uma longa investigação sobre o caso. A revista afirmou que as execuções dos garotos merecem uma "condenação feroz" independentemente do motivo e que são um "ato hediondo que deve preocupar todos aqueles que se interessam pelos direitos humanos e que são contra a pena de morte". Entretanto, a publicação criticou a postura do ativista Peter Tatchell e da organização OutRage! ao difundir a ideia de que os jovens executados eram homossexuais antes de terem examinado todas as evidências sobre o caso. O artigo conclui que, dadas as "declarações recentes [de Peter Tatchell], parece provável que a sua disposição ideológica o levou a olhar o passado ou descartar informações que ponham em dúvida a história dos adolescentes gays".
A organização LGBT britânica OutRage!, no entanto, afirmou que "a alegação de agressão sexual pode ser um motivo forjado para minar a simpatia do público em relação aos jovens, uma tática frequentemente usada pelo regime islâmico do Irã." A organização também questionou o porquê do menino de 13 anos não ter sido identificado e também se realmente houve abuso sexual. Acredita-se que ambos os garotos tinham menos de 18 anos no momento do crime e que, ao menos um deles, era menor de idade no momento de sua execução. O Irã frequentemente executa pessoas por delitos cometidos quando crianças, uma prática condenada por tratados internacionais de direitos humanos. A OutRage! e Peter Tatchell continuam a defender a alegação inicial de que as duas vítimas foram enforcadas porque eram amantes. A organização acusa aqueles que duvidam dessa versão de serem "defensores" e de dar ao "governo iraniano o benefício da dúvida". Outros grupos condenaram os assassinatos como violações brutais dos direitos humanos. Apesar disso, Brett Lock, outro ativista da OutRage!, escreveu que esses grupos "mostraram pouca preocupação" com as violações dos direitos humanos no Irã, ao dizer: "A OutRage! está chocada que grande parte da opinião liberal e de esquerda no Ocidente tenha mostrado pouca preocupação com a brutalidade assassina do regime fascista clerical de Teerã. Lamentamos a credulidade de muitos grupos de direitos dos gays, de esquerda e de direitos humanos sobre o abuso dos direitos de pessoas LGBTs no Irã [...] Eles engoliram a vasta propaganda homofóbica do Irã." Peter Tatchell declarou que "não pode haver relações normais com um regime anormal". Tanto a OutRage! quanto o jornalista norte-americano Doug Ireland alegaram possuir fontes secretas dentro do Irã para apoiar a afirmação de que Mahmoud Asgari e Ayaz Marhoni foram enforcados apenas por serem homossexuais. Sua fonte é o ativista somali Afdhere Jama, que vive em São Francisco, nos Estados Unidos. De acordo com a OutRage!, Jama lhes disse que conversou com três pessoas da cidade de Meshed que afirmam que Mahmoud Asgari, Ayaz Marhoni e outros cinco amigos foram originalmente acusados de cometer atos homossexuais consensuais entre si.

## Reação internacional
Em 22 de julho de 2005, a Anistia Internacional emitiu um comunicado à imprensa dizendo que "segundo relatos, eles foram condenados por abuso sexual de um menino de 13 anos e haviam sido detidos há 14 meses. Antes de sua execução, os dois também receberam 228 chicotadas cada um por beber, perturbar a paz e roubo. [...] Como um Estado membro do Pacto Internacional sobre os Direitos Civis e Políticos e da Convenção sobre os Direitos da Criança, o Irã se comprometeu a não executar ninguém por um crime cometido quando se tinha menos de 18 anos."
Em 27 de julho de 2005, depois de pesquisar os relatórios sobre os enforcamentos, a Human Rights Watch enviou cartas ao presidente do Irã e ao chefe do Poder Judiciário do país. Ao escrever para a liderança iraniana, a organização condenou o uso da pena de morte no país. Em seu comunicado sobre o caso, a organização afirmou: 
"A Convenção sobre os Direitos da Criança e o Pacto Internacional sobre os Direitos Civis e Políticos proíbem a imposição da pena de morte por crimes cometidos antes da idade de dezoito anos. Estes tratados também proíbem o uso da tortura e punições cruéis, desumanos ou degradantes. O Irã ratificou os dois tratados. [...] Acredita-se que o Irã executou pelo menos outros quatro transgressores juvenis em 2004, e, pelo menos trinta delinquentes juvenis estão no corredor da morte do país. [...] No resto do mundo, apenas China, República Democrática do Congo, Paquistão e Estados Unidos são conhecidos por terem condenado menores infratores à morte nos últimos cinco anos. [...] A Human Rights Watch, que se opõe à pena de morte em todas as circunstâncias, pediu à liderança do Irã para apoiar a mudança e proibir a imposição de amputação, chibatadas e apedrejamento como sanções penais."
Hadi Ghaemi, um pesquisador iraniano da Human Rights Watch, afirmou: "A morte é um castigo desumano, especialmente para alguém com menos de dezoito anos no momento de seus crimes. Todos, exceto alguns poucos países, proíbem tais execuções. O Irã também deveria fazê-lo."
Suécia e Países Baixos responderam aos relatos em torno das execuções em Meshed, ao anunciar que iriam parar imediatamente de extraditar para o Irã pessoas LGBT que requereram asilo político. O governo holandês também anunciou que seu Ministério dos Negócios Estrangeiros vai investigar o tratamento dado à gays e lésbicas no país. Grupos de direitos civis nos Estados Unidos, Reino Unido e Rússia também pediram políticas semelhantes.
Em março de 2006 a ministra holandesa da imigração, Rita Verdonk, propôs o fim de uma moratória sobre a deportação de gays que requereram asilo para o Irã, afirmando que agora era claro "que não há dúvida de execuções ou condenações à morte com base unicamente no fato de que o réu é gay", acrescentando que a homossexualidade nunca foi a responsável primária contra as pessoas. Sob pressão parlamentar e com base em evidências de grupos ativistas (incluindo a Human Rights Watch) de que a tortura de homossexuais no Irã permanece endêmica, ela foi forçada a estender a moratória sobre a deportação por mais seis meses. No final de 2006, também devido à pressão de grupos como a Human Rights Watch, os Países Baixos instituíram uma nova política para eliminar o ônus da prova de refugiados iranianos LGBT.
Em 2006, no primeiro aniversário dos enforcamentos de Meshed, foi declarado o "Dia Internacional de Ação contra a Perseguição Homofóbica no Irã" pela OutRage!, com manifestações previstas nas cidades de Amsterdã, Berlim, Bruxelas, Chicago, Fort Lauderdale, Frankfurt, Londres, Marselha, Madrid, Moscou, Nova York, Sacramento, San Diego, San Francisco, Seattle, Estocolmo, Teerão, Toronto, Vancouver, Viena, Varsóvia e Washington DC, tornando-se também ouvida na Câmara dos Comuns do Reino Unido.
O The New York Times relatou que a ISNA, a agência de notícias estudantil iraniana, fez fotografias da execução. Sobre as fotografias dos enforcamentos, o The Washington Post relatou: "Desde que confrontaram fotos de um jovem franzino chamado Matthew Shepard e da cerca onde ele foi deixado para morrer em 1998 por dois ex-viciados em drogas em Laramie, Wyoming, as pessoas homossexuais foram tão atingidas por um conjunto de imagens fotográficas. Manifestantes trouxeram reproduções em preto-e-branco das imagens — que mostram a execução pública, no ano passado, de dois adolescentes no Irã — para um comício em Dupont Circle ... As imagens também foram utilizadas em outros protestos, em pelo menos 26 países em todo o mundo, de acordo com os blogueiros envolvidos na sua organização e as fotos foram exibidas nas janelas da livraria Lambda Rising, perto de Dupont Circle."

## Impacto cultural
- O álbum Fundamental, da dupla musical britânica Pet Shop Boys, é "dedicado a Mahmoud Asgari e Ayaz Marhoni".[20]
- R. Timothy Brady compôs uma ópera, Edalat Square, com base neste ato. A ópera ganhou Opera Vista Festival de 2008 [21] e foi performizada em 2009 no Opera Vista Festival, em Houston, Texas e foi conduzida por Viswa Subbaraman.
- Jay Paul Deratany escreveu a peça Haram Iran sobre o julgamento e as execuções de Mahmoud Asgari e Ayaz Marhoni: foi realizada a primeira vez pelo Athenaeum Theatre em Chicago [22].